# Araguaia
Il fiume Araguaia è uno dei maggiori fiumi del Brasile, e il principale affluente del fiume Tocantins. Ha una lunghezza totale di circa 2.627 km e un bacino imbrifero di 358.125 km². 

## Geografia
A causa del gran numero dei suoi affluenti non è facile individuare in modo inequivocabile le sue fonti. Importanti affluenti sono originari della Serra das Araras nel Mato Grosso e nella Serra das Divisões situata nello Stato del Goiás (secondo altre fonti, il Araguaía ha origine dai Monti Caiapó, al confine tra Goiás e Mato Grosso). Scorre in direzione nord-est e confluisce nel fiume Tocantins vicino alla città di São João.
Lungo il suo corso il fiume costituisce il confine tra gli stati brasiliani del Goiás e del Mato Grosso, Tocantins e Pará. Circa a metà del suo corso l'Araguaia si divide in due tronconi (quello occidentale mantiene il nome Araguaia, mentre quello orientale è chiamato Rio Javaés). Successivamente i due tronconi si riuniscono più a valle dando forma all'Ilha do Bananal, la più grande isola fluviale del mondo.
Gran parte del corso del fiume Araguaia è navigabile tutto l'arco dell'anno.
Il bacino imbrifero del sistema Araguaia-Tocantins (che prende il nome il bacino Araguaia Tocantins) copre circa il 9,5% del territorio nazionale del Brasile. Questa zona è parte integrante del bacino amazzonico. Tuttavia il l'Araguaia non è un affluente del Rio delle Amazzoni.
"Araguaia" significa "Fiume dei Macaws" nella lingua nativa Tupi.

## Affluenti

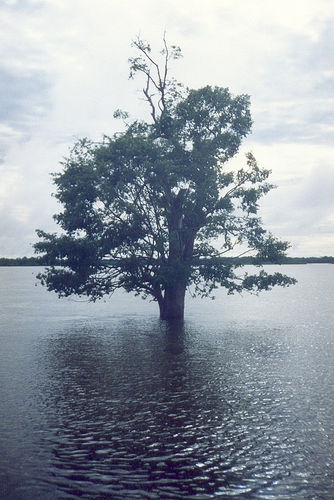
Un albero nel Parco Nazionale d'Araguaia.

Il principale affluente è il Rio das Mortes, che nasce nella Serra de Sao Jeronymo, vicino a Cuiabá nel Mato Grosso. Altri importanti affluenti includono il Bonito, Garcas, Cristallino e Tapirape a ovest, e il Pitombas, Claro, Vermelho, Tucupa e Chavante a est.

## Storia
Il fiume venne esplorato in parte da Henri Coudreau nel 1897.

## Città
Le principali città attraversate sono:
- Barra do Garças
- Aragarças
- Aruanã
- Luiz Alves
- São Félix do Araguaia
- Santa Terezinha
- Araguacema
- Conceição do Araguaia
- Xambioá
- São Geraldo do Araguaia
- São João do Araguaia